# Bakonypölöske
Bakonypölöske è un comune dell'Ungheria di 421 abitanti (dati 2001). È situato nella contea di Veszprém.